# Цокка
Цокка (італ. Zocca) — муніципалітет в Італії, у регіоні Емілія-Романья,  провінція Модена.

Населення — 4840 осіб (2014).
Покровитель — Sacro Cuore.

## Розташування
Дзока розташована вздовж гірського хребта Апенін, який відокремлює долину річки Панаро від долин рік Самоджа та Рено на висоті 758 м.  над рівнем моря.
Знаходиться на відстані близько 300 км на північний захід від Рима, 33 км на південний захід від Болоньї, 34 км на південь від Модени.

## Етимологія
На місцевому діалекті zoca від латинського soccus означає пеньок, стовбур древа.

## Історія
На відміну від сусідніх містечок, Дзокка не заснована в середньовіччі.Історія міста починається в 1465 році, коли герцог Феррари Борсо д'Есте дозволив місцевим жителям проводити двічі на рік ринок. Зростання торгівлі сприяло заснуванню постійного поселення.

## Демографія
Населення за роками:

Станом на 1 січня 2023 року в муніципалітеті офіційно проживало 666 іноземців з 39 країн, серед них 143 громадяни країн Євросоюзу та 16 громадян України.

## Уродженці
Васко Россі ( нар.1952 р.)- співак
Мауріціо Келі ( нар.1959 р.) - астронавт

## Сусідні муніципалітети
- Вальзамоджа
- Вергато
- Гуїлья
- Кастель-д'Аяно
- Монтезе
- Павулло-нель-Фриньяно